# Viamão
Viamão, amtlich portugiesisch Município de Viamão, ist eine Gemeinde im südlichsten brasilianischen Bundesstaat Rio Grande do Sul in der Metropolregion Porto Alegre östlich der Landeshauptstadt Porto Alegre. Die Bevölkerung wurde zum 1. Juli 2021 auf 257.330 Einwohner geschätzt, die Viamonenser genannt werden und auf einer Gemeindefläche von rund 1496,5 km² leben.
Die Stadt liegt am Rio Guaíba und an der Lagoa dos Patos. Der Ursprung des Stadtnamens ist unbekannt, er könnte von „Vi a mão“/„Ich habe die Hand gesehen“ stammen, da die fünf Zuflüsse des Rio Guaíba an die fünf Finger einer Hand erinnern.

## Geschichte
Im Oktober 2000 wurde Viamão mit sechs weiteren Gemeinden von einem Tornado getroffen.